# 服部剛丈
服部剛丈（1975年11月22日—1992年10月17日），出生於名古屋市，日本留學生，由於在美國被有爭議的殺害，引起了亞洲各國對美國槍枝管制問題和可能的種族歧視問題展開了關注。

## 日本留學生射殺事件
1992年10月17日，美國路易斯安那州巴吞鲁日的日本留學生服部剛丈（時年16歲），與朋友Webb Haymaker前往萬聖夜派對，當時服部身著晚禮服，模仿《週末夜狂熱》中約翰·屈伏塔的裝扮。兩人由於地址錯誤，走到一間他們以為是目的地的民宅按鈴；但無人應門，於是兩人返回路邊停車處。當兩人正要離開時，車庫門開了，民宅女主人Bonnie Peairs出現在車庫門口，當時約為晚上8:30；兩人很高興，以為找到正確的派對地點了，於是向女主人接近；此舉驚嚇到她，以為兩人有犯罪意圖，猛然把門關上並鎖住，並告訴她丈夫把槍拿出來準備。
民宅主人Rodney Peairs（時年30歲）於是拿著.44馬格南手槍打開車庫門，並站在車道上想找出騷動的原因；這時服部從（屋主的）卡車後面迅速走向他並向他揮手。Peairs看到一個陌生人說著他聽不懂的語言並迅速向他移動，以為這個人要對他不利，警告「Freeze」（別動），但服部可能由於語言与文化差異，未及時意識到危險，仍繼續向前，並試圖澄清誤解而微笑着說「We're here for the party」（我們是來這裡參加派對的），結果服部在距離屋主5呎（約1.5公尺）處被射中胸部。
Peairs以為他射中了入侵者的肩膀，迅速把門關上鎖住，叫他的妻子打911。之後他們不理會外面發生的呼救和騷亂，全家在廚房內禱告，直到警察和救護車抵達。數分鐘後，服部在救護車上由於左肺被貫穿而導致失血過多死亡。

## 刑事審判
1992年11月4日，Peairs被以殺人罪的罪名起訴，他的律師辯護Peairs是為了保護他的家庭才開槍。1993年5月23日，在經過7日的審訊，東巴吞鲁日郡地方法院全體12名陪審員對Peairs作出了無罪的裁決，理由是正當防衛。根據路易斯安那州當地的法律 (堡壘原則)，為了保護身家財產的安全，可以對屋內侵入者使用致命武力。

## 民事審判
7月，服部的親屬向Peairs發起了民事訴訟。在稍後的民事審判結果，法院認為Peairs (一個188公分高的成年人) 對一個約60公斤的青少年反應過度、未採取安全的最佳途徑 (如留在屋內等警察來)，有過失的責任，並判決Peairs需賠償服部的親屬650,000美元。但Peairs隨即申請破產，最後只從火災保險中交出10萬美元。服部的父母在扣除律師費後，將剩下的5.5萬美元成立「Yoshi's Gift」，援助美國管制槍枝的團體；同時利用兒子的壽險這筆錢成立了「YOSHI基金」，資助美國高中生訪日交流，增加彼此的了解。

## 後續
日本社會不只對手無寸鐵的高中生遭到殺害感到震驚，更對殺人者無罪釋放感到難以置信。1993年8月，在服部事件的民事訴訟期間，又傳出日本留學生Masakazu Kuriyama在加利福尼亞州康科德的捷運站被人朝頭後開槍而死亡的事件，更加深了日本社會對美國街頭槍枝氾濫、暴力和沒有法治的印象。
服部事件發生後兩個禮拜，另一起類似的萬聖節槍擊事件發生，在密西根州的格蘭德港，屋主Todd Vriesenga向一個17歲青年Adam Provencal開槍並導致該青年死亡；Vriesenga只是想嚇走青年，而且他以為短槍內沒子彈，該槍突然走火，並打中青年的臉部；結果屋主被判16到24個月刑期。如此類似的案件卻有不同的結果，使得美國的日裔和亞裔社團懷疑服部事件有種族歧視或外國人歧視的嫌疑。

## 註解
1. 1 2 3  Liu, J. Harper. . Goldsea.   [2005年12月29日]. （原始内容存档于2021年2月25日）.
2. ↑  Gerling, Susan Michelle.  (PDF). Washington University Journal of Law and Policy. 1999  [2005年12月29日]. （原始内容存档 (PDF)于2013年6月3日）.
3. ↑  Lee, Elisa. . AsianWeek. 1994  [2005年12月29日].[永久]
4. ↑  Blakeman, Karen. . Honolulu Advertiser. 2000  [2005年12月29日]. （原始内容存档于2005年12月2日）.

## 延伸閱讀
- Tim Talley著，平義克己譯。『フリーズ！―ピアースはなぜ服部君を撃ったのか』。日本：集英社。1993。ISBN 4087751686。

## 外部連結
- YOSHIの会 （页面存档备份，存于）
- 日本人留学生射殺事件（無限回廊）
- ロドニー・ピアーズ　インタビュー by 大野和基
- 服部君射殺事件のヘイメーカー夫妻訪日